# Eudes II de Troyes
|  | No confondre amb Eudes II, comte de Troyes i Meaux |

Eudes II de Troyes va ser comte de Troyes. Era fill d'Eudes I, comte de Troyes, i Wandilmodis.
Se sap molt poc sobre aquest comte. El comtat de Troyes havia estat confiscat al seu pare el 858, no se sap si s'havia recuperat més tard, de manera que es desconeix si Eudes II esdevingué comte de Troyes com a herència del seu pare o per cessió del rei Carles II el Calb. Havia heretat els béns situats a la regió de Châteaudun, el que va provocar que alguns historiadors el cridessin erròniament com a comte de Châteaudun.
El 25 d'octubre de 876, Carles el Calb va signar una carta per la qual va cedir el domini de Chaource, a la regió de Tonnerre a Eudes i Robert, el seu germà.